# Fontaine de Cluses
La fontaine de Cluses est une fontaine datant de 1791 située sur la Place des Allobroges à Cluses, en France.

## Localisation
La fontaine est située dans le département français de la Haute-Savoie, sur la commune de Cluses.

## Historique
L'édifice est inscrit au titre des monuments historiques en 1984.